# 新加坡电视
新加坡电视（英語：Singapore Television）于1963年正式开始。时至今日，新加坡全国共有一家免费电视台（新传媒）和两家付费电视平台（星和视界和新电信电视）。
目前新加坡的电视频道以数字信号传输。新加坡的有线模拟电视于2009年9月30日停播，地面模拟电视也已于2019年1月2日24:00全部停播（但当时信号未停止发射，改挂数模转换宣导字卡，为期一个月，至当年2月1日24:00完全关闭）。

## 历史

### 免费电视

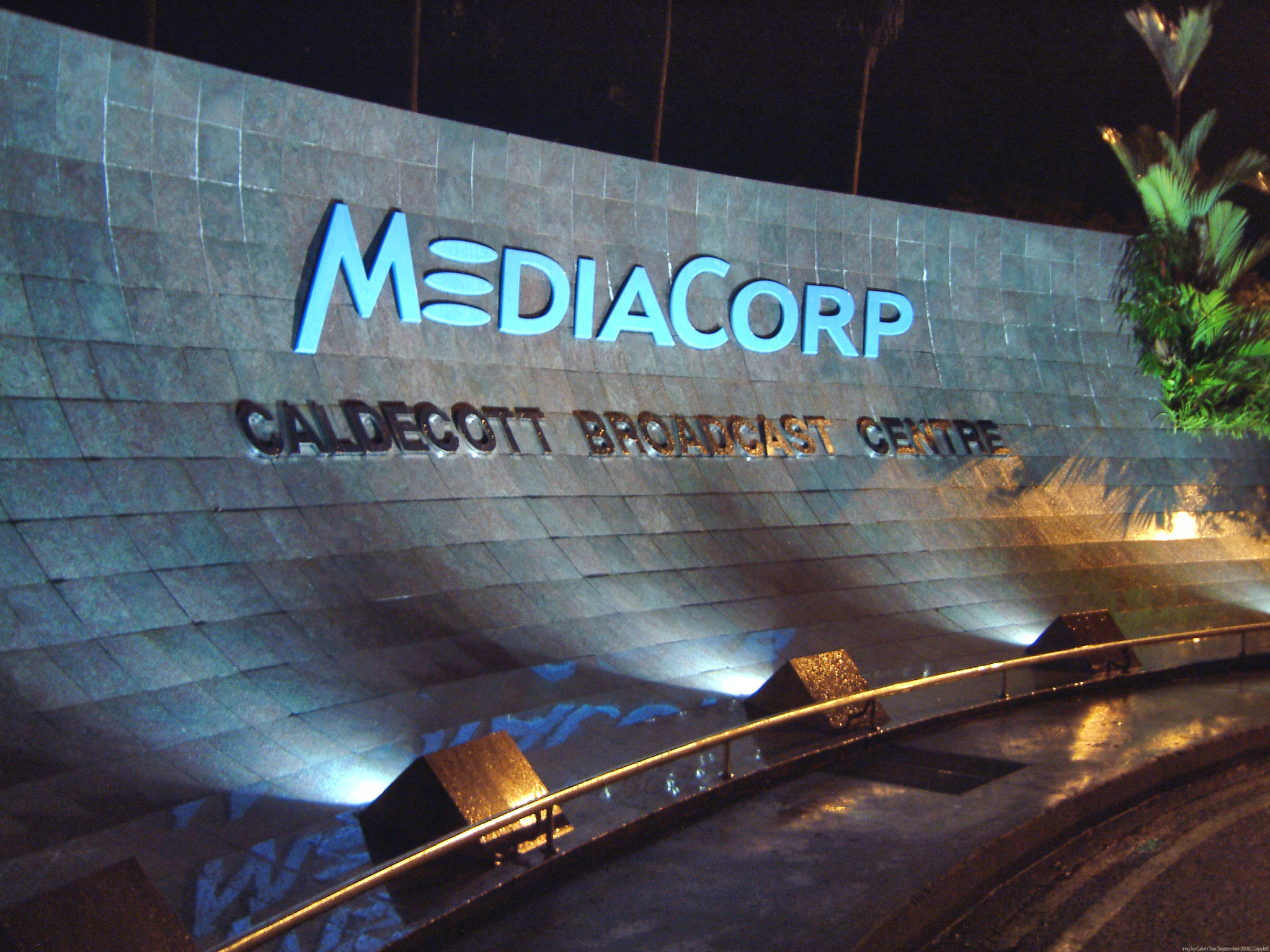
新传媒（加利谷广播中心），新加坡国内唯一的免费电视业者。

新加坡电视史可追溯到英属自治邦时期。1963年1月21日，文化部属下新加坡电视台（Television Singapura）开始试播电视节目，同年2月15日正式开播。1963年4月2日，新加坡电视台的第一个频道——第五波道正式开播，以新加坡的四种官方语言——英语、华语（包括方言）、马来语和泰米尔语播出；当年11月23日，第八波道开播，华语和泰米尔语节目改在此频道播放。1965年新加坡独立后，新加坡电视台与新加坡广播电台合併、更名为“新加坡广播电视台”（Radio and Television of Singapore，简称RTS）。1974年7月7日，新加坡广播电视首次播出彩色电视节目，首个彩色节目为1974年世界杯决赛。
1980年2月1日，新加坡广播电视台改组为法定机构“新加坡广播局”（Singapore Broadcasting Corporation，简称新广或SBC）。1994年10月1日，新广公司化，改名为“新加坡国际传媒机构”（Singapore International Media，简称SIM），下属电视部门更名为“新加坡电视机构”（Television Corporation of Singapore，简称新视或TCS），1999年又更名为“新加坡传媒机构”（Media Corporation of Singapore，简称新传媒或MCS），2001年又改名为“新传媒集团”。
新加坡免费电视市场一台垄断的局面曾在2001年至2004年被打破。2001年5月6日，报业传讯的两个电视频道——“电视通”频道（英文频道，后改名为i频道）及“优频道”（中文频道）正式开播。2004年12月31日，因电视市场的恶性竞争剧烈，新传媒电视及报业传讯双方于不想达致双输的情况底下决定合并，于2005年成立新公司——新传媒电视控股（私人）有限公司。原报业传讯优频道更名为“新传媒U频道”，i频道停播。
2013年12月13日，新传媒于将旗下7个免费电视频道转为数码广播，使用DVB-T2标准，并于2016年实现全部频道的高清化。2019年1月1日，新加坡的地面模拟电视停播。

### 收费电视
1991年，“新加坡电缆电视”（SCV）成立，结束了新广垄断新加坡电视的局面。除为观众增加选择外，也有对广播电视进行有效控制的考量（新加坡政府明令禁止一般民众安装卫星电视天线）。2002年7月，星和电信完成了对SCV的收购，并将其更名为“星和有线电视”（StarHub Cable Vision）。2007年，星和有线电视改名为“星和视界”。2009年6月30日，星和视界改以数字方式传输电视节目，模拟频道全部停播。
另一家付费电视业者新电信电视的前身“新加坡电信IPTV”（Singapore Telecom IPTV）于2007年7月1日开始提供服务。新电信电视使用IPTV技术，通过新电信光纤网络传输电视节目。

## 免费频道一览
| 名称       | 模拟电视频道 （2019年1月1日停播） | 数字电视發射頻道 | 数字电视频道         | 数字电视频道 | 语言     | 类型           |
| 名称       | 模拟电视频道 （2019年1月1日停播） | 数字电视發射頻道 | 無線電視、新電信電視 | 星和视界     | 语言     | 类型           |
| ---------- | --------------------------------- | ---------------- | -------------------- | ------------ | -------- | -------------- |
| 5频道      | 5频道                             | 29频道           | 2                    | 102          | 英语     | 综合           |
| 8频道      | 8频道                             | 31频道           | 3                    | 103          | 华语     | 综合           |
| 朝阳频道   | 12频道                            | 29频道           | 4                    | 104          | 马来语   | 综合           |
| 春天频道   | 24频道                            | 31频道           | 5                    | 105          | 泰米尔语 | 综合           |
| 亚洲新闻台 | 32频道                            | 33频道           | 6                    | 106          | 英语     | 新闻、生活型態 |
| U频道      | 28频道                            | 33频道           | 7                    | 107          | 华语     | 娱乐           |

## 境外电视频道
由于地理关系，新加坡国内可接收众多来自邻国马来西亚和印度尼西亚的地面电视节目。
此外，本地的两家收費電視运营商星和视界和新电信电视也会提供多個國際頻道給予觀眾和外國遊客選擇，部分頻道為免費播放。